# Cotomori
Cotomori ist eine osttimoresische Aldeia im Suco Liurai (Verwaltungsamt Remexio, Gemeinde Aileu). 2015 lebten in der Aldeia 128 Menschen.

## Geographie und Einrichtungen
Die Aldeia Cotomori bildet den Südwesten des Sucos Liurai. Nordwestlich befindet sich die Aldeia Manutane und nordöstlich die Aldeia Laraluha. Im Süden grenzt Cotomori an den Suco Tulataqueo und im Westen an den Suco Acumau. Die Südgrenze bildet der Fluss Cihohani, ein Nebenfluss des Nördlichen Laclós. Zuflüsse des Cihohani aus Cotomori sind der Cotomori und der Caluc Meti. Im Grenzgebiet zu Manutane verläuft eine kleine Straße. An der Nordspitze von Cotomi liegt an der Straße das Dorf Cotomori, der Hauptort des Sucos mit dem Sitz des Sucos. Etwas südwestlich liegt der Weiler Haukeo.